# Lloica Czackis
Lloica Czackis (ur. 1973 w Karlsruhe, Niemcy) – argentyńsko-niemiecka piosenkarka m.in. tanga w języku jidisz. 
Od 1999 Lloica występuje z programami m.in. piosenek w języku yiddish.  W recitalu Tangele: puls tanga żydowskiego prezentuje piosenki z teatrów żydowskich w Buenos Aires i Nowym Jorku. Premiera przedstawienia odbyła się 9 listopada 2007 roku w Londynie.
Jej album Le Grand Tango, nagrany z grupą  El Ultimo Tango jest zadedykowany  Piazzoli oraz brytyjskim kompozytorom tang.